# Autoportret przed sztalugą
Autoportret przed sztalugą lub Autoportret jako artysta (niderl. Zelfportret als schilder), (ang. Self-Portrait in Front of the Easel) – tytuł obrazu olejnego namalowanego przez Vincenta van Gogha w pierwszych miesiącach 1888 podczas jego pobytu w Paryżu. Obraz znajduje się w zbiorach Muzeum Vincenta van Gogha w Amsterdamie.
Nr kat.: F 522, JH 1356.

## Historia
Vincent van Gogh w czasie swojego pobytu w Paryżu namalował najwięcej autoportretów (27 obrazów). Pierwszy zachowany autoportret artysty pochodzi z 1886. Jednym z ostatnich namalowanych w Paryżu jest Autoportret przed sztalugą; nawiązuje on prawdopodobnie do autoportretu Rembrandta z 1660, który van Gogh widział w Luwrze.

## Opis
W liście do siostry Willeminy van Gogh stwierdził, że autoportret powstał dzięki temu, iż pozował on sam sobie do lustra. Obraz wysłał bratu Theo. Twarz artysty jest różowawo-szara, dość zaniedbana, sztywna i ponura. Oczy zielone, włosy popielate, a wokół ust i na czole zmarszczki. Ruda broda otacza pełne wargi. Artysta ubrany jest w niebieską, wiejską koszulę z szorstkiego płótna. Paleta to cytrynowa żółcień, cynober, malachitowa zieleń i kobaltowy błękit. Postać została umieszczona na szarawo-białym tle.
Van Gogh stwierdził, iż próbował uzyskać większe podobieństwo niż na fotografii. Zaletą impresjonizmu jest – jego zdaniem – rozporządzanie wszystkimi innymi środkami wyrazu, których nie ma do dyspozycji studio fotograficzne.
Artysta wygląda na obrazie dość niezdrowo i – co najbardziej uderzające – dużo starzej, niż na autoportretach namalowanych 18 miesięcy wcześniej.